# لاري هيدريك
لاري هيدريك (بالإنجليزية: Larry Hedrick)‏ هو مالك فريق ناسكار ‏ ومهندس أمريكي، ولد في 12 ديسمبر 1940.